# Gmina związkowa Wittlich-Land (1968–2014)
Gmina związkowa Wittlich-Land (niem. Verbandsgemeinde Wittlich-Land) – dawna gmina związkowa w Niemczech, w kraju związkowym Nadrenia-Palatynat, w powiecie Bernkastel-Wittlich. Siedziba gminy związkowej znajdowała się w mieście Wittlich. 1 lipca 2014 została połączona z gminą związkową Manderscheid tworząc nową gminę związkową Wittlich-Land.

## Podział administracyjny
Gmina związkowa zrzeszała 24 gminy wiejskie:
1. Altrich
2. Arenrath
3. Bergweiler
4. Binsfeld
5. Bruch
6. Dierscheid
7. Dodenburg
8. Dreis
9. Esch
10. Gladbach
11. Heckenmünster
12. Heidweiler
13. Hetzerath
14. Hupperath
15. Klausen
16. Landscheid
17. Minderlittgen
18. Niersbach
19. Osann-Monzel
20. Platten
21. Plein
22. Rivenich
23. Salmtal
24. Sehlem